# Burnistoun
Burnistoun é um programa televisivo de esquetes de comédia, transmitido pela BBC Escócia e escrito pelos comediantes escoceses Iain Connell e Robert Florence. A produção é de The Comedy Unit.
A estória é ambientada na fictícia vila escocesa de Burnistoun, situada na região metropolitana de Glasgow. Para nomeá-la, Florence e Connell se inspiraram nos nomes das cidades onde viveram: Springburn e Dennistoun, respectivamente, ambas próximas a Glasgow.
A série teve três temporadas, sendo que a última foi ao ar de agosto a setembro de 2012. Em 17 de julho de 2015, um episódio especial foi transmitido pela BBC Two Scotland.

## Transmissão
O piloto foi transmitido pela BBC Two Scotland em 25 de fevereiro de 2009, e reprisado em 29 de março de 2010. A primeira temporada foi ao ar em 1.º de março de 2010, às 10 da noite, no mesmo canal.
Burnistoun teve três temporadas, com seis episódios cada, exibidos entre 2010 e 2012. Cada episódio durou trinta minutos, compostos por esquetes, geralmente desconexos, mas com algumas piadas recorrentes.

## Personagens e quadros recorrentes
| Quadro                               | Personagens                                                                                                  | Descrição |
| ------------------------------------ | --- | --- |
| Scott and Peter                      | - Robert Florence interpreta Scott - Iain Connell interpreta Peter                                           | Dois amigos que se desentendem frequentemente, geralmente pelos hábitos de Scott que Peter julga estranhos ou constrangedores. |
| Kelly McGlade and the Sloppy Seconds | - Robert Florence interpreta Kelly McGlade - Kirsty Strain interpreta Carly - Louise Stewart interpreta Emma | Uma banda aspirante a girl group, liderada por Kelly McGlade, juntamente com duas outras meninas, Carly e Emma. Esquetes com a banda frequentemente apresentam agressiva e destemperada Kelly se metendo em brigas com seus detratores, ou castigando Carly e Emma. A personagem acaba assassinada, ao final da primeira temporada, pelo "butcher" (assassino) da cidade. |
| DJ Jesus                             | - Iain Connell interpreta Jesus - Robert Florence interpreta Deus                                            | Piada recorrente da primeira temporada onde uma série de ruídos quotidianos são criados num padrão musical pelos cidadãos da vila. Na sequência, a câmera sobe, revelando Jesus como DJ, orquestrando os cidadãos. Ao final, é surpreendido por seu pai – Deus – que o repreende. |
| The Burnistoun Herald                | - Robert Florence interpreta o editor - e outros...                                                          | O Burnistoun Herald é o jornal local da vila. Muitos esquetes dos mais variados temas são ambientados na sede da publicação, geralmente centrados em torno das trapalhadas do editor, e suas dificuldades em lidar com tecnologias. |
| Paul and Walter                      | - Iain Connell interpreta Paul - Robert Florence interpreta Walter                                           | Dois jovens irmãos, de 17 anos, em constante desentendimento enquanto trabalham num caminhão de sorvete. Paulo é disciplinador e exasperado com o comportamento infantil de Walter, que vê no irmão uma figura paternal, apesar de terem a mesma idade. Os dois frequentemente ficam em apuros por insultar seus clientes ou entrar em lutas mesquinhas entre si às vistas desses clientes. As cinzas dos finados irmãos, bem como as da mãe, são frequentemente discutidas, mas nada se sabe sobre o pai, que nunca é mencionado. Depois de ser usado extensivamente, o quadro terminou na metade da segunda temporada, quando o par morre num acidente, onde o caminhão cai ao mar. |
| The Burnistoun butchers              | - Iain Connell interpreta "butcher" (assassino) - Robert Florence interpreta "butcher" (açougueiro)          | O assassino (em inglês: butcher) da cidade é profundamente frustrado por ser frequentemente confundido com o açougueiro (em inglês: butcher). |
| MC Hottie Boxtrot                    | - Richard Rankin interpreta MC Hottie Boxtrot                                                                | DJ "gostosão" (em inglês: hottie), envolvido numa polêmica após declarar, pela rádio, que Burnistoun é um "cu" (em inglês: shithole). |
| Burnistoun DJ                        | - Iain Connell interpreta Burnistoun DJ - Robert Florence interpreta os convidados                           | Apresentador da rádio local, que frequentemente se irrita com os estranhos convidados que aparecem em seu programa. |
| Jolly Boy John                       | - Iain Connell interpreta John                                                                               | Um homem que faz vídeos de si mesmo fazendo coisas estranhas em seu quarto. |
| Alex Ciderson                        | - Robert Florence interpreta Alex Ciderson                                                                   | Alex Ciderson é chefe e garoto-propaganda da empresa homônima, onde vende uma grande variedade de coisas, muitas das quais são estranhas ou inúteis. Por exemplo, um espantalho que pode ser usado, tanto para espantar adolescentes, como quanto brinquedo sexual; uma grande máscara de plástico em forma de mandíbula, usada para esconder chaves; e clones de Alex. |
| Biscuity Boyle                       | - Robert Florence interpreta Boyle                                                                           | Ex-atleta que passou a sofrer de obesidade e má forma. Em seus esquetes, é visto se autopromovendo, tentando ganhar o respeito das pessoas, chamando a si mesmo de "filho favorito de Burnistoun." Mas sua falta de jeito e inabilidade social sempre acabam frustrando suas intenções. |
| The Quality Polis                    | - Iain Connell interpreta MacGregor - Robert Florence interpreta Toshan                                      | Dupla de policiais desastrados, cujas trapalhadas complicam suas investigações. |
| Doberman Man                         | - Robert Florence interpreta Doberman Man - Iain Connell interpreta Big Sanny Tolan's boy                    | Doberman Man, o super-herói da cidade, era um jovem "gordinho", até ser mordido por um dobermann, tornando-se um combatente do crime. Mas seu arqui-inimigo, Big Sanny Tolan's boy, costuma provocá-lo pelo fato de ser virgem. |
| Joe and Barry                        | - Iain Connell interpreta Joe - Robert Florence interpreta Barry                                             | Dois proletários numa relação homossexual, sempre preocupados em ir a lugares e fazer coisas para apelar para outros grupos demográficos. |

## Performance ao vivo
Em março de 2015, os escritores da série se inspiraram na obra anterior para criarem um show ao vivo intitulado Burnistoun: Live and For Real. Realizado no Kings Theatre em Glasgow, é interpretado por Louise Stewart e Gerry McLaughlin, atores regulares de Burnistoun, além dos próprios Connell e Florence, relembrando esquetes e personagens queridos tais como The Quality Polis e Jolly Boy John. O show gerou uma resposta muito positiva entre fãs e críticos e, devido ao sucesso, mais shows foram agendados para agosto de 2015.[carece de fontes?]